# Варламов Ілля Олександрович
Ілля́ Олекса́ндрович Варла́мов (рос. Илья́ Алекса́ндрович Варла́мов, нар. 7 січня 1984, Москва) — російський громадський діяч, журналіст, бізнесмен — засновник рекламно-девелоперського агентства iCube, більш відомий як блогер в LiveJournal (пізніше — у Teletype) та відеоблогер на Youtube.
Разом з Максимом Кацом є автором проєкту «Міські проєкти», діяльність якого спрямована на вивчення проблем і покращень міст Росії. Активіст велосипедного руху, з 2013 року є співзасновником компанії «Колесо-Коліщатко» — офіційного дистриб'ютора автомобілів Peugeot, Jitan, Definitive і Puch в Росії. Вийшов з проєкту у 2015 році. З 2018 року засновник і керівник фонду збереження культурної спадщини «Увага».
З 2017 року — активно веде канал на YouTube під назвою «varlamov», у якому більшість матеріалів присвячує темі урбаністики й політиці. Станом на початок жовтня 2023 року канал мав 4,6 млн підписників і понад 1,6 мільярдів переглядів.
У березні 2023 року Варламова було оголошено в Росії «іноземним агентом».

## Життєпис
Народився і виріс у Москві. Навчався в Московському архітектурному інституті, у період навчання організував компанію, яка згодом стала групою компаній iCube з річним оборотом 3 млн $.
За даними російської газети «Ведомости», свою компанію «Д. В. А. в кубі», яка працювала в області 3D-візуалізації, він створив 2002 року разом з Артемом Горбачовим. Того ж року її оборот становив 50 тис. $, а найбільшим замовленням стала візуалізація житлового комплексу хмарочосів «Червоні вітрила» компанії «Дон-строй». 2006 року компанію було перейменовано в iCube.
У серпні 2009 спільно з Дмитром Чистопрудовим заснував фотоагентство «28-300», що спеціалізується на комерційній фотозйомці та продажу фотографій. У вересні 2011-го запустив онлайн-ЗМІ «Рідус».
У квітні 2012 року, вигравши праймеріз «Громадянин мер», організовані виданням «Омськ політичний», подав документи в Омський міськвиборчком для участі у виборах мера Омська, які повинні були пройти 17 червня. 2 травня оголосив про припинення виборчої кампанії через проблеми зі збором підписів виборців на підтримку кандидата; згідно з його інформацією, його виборчого штабу вдалося зібрати близько 1500 достовірних підписів з необхідних 10 тис.
У червні 2012 оголосив про свій вихід із проєкту, після цього в Рідусі змінилася вся редакція.
4 червня 2012 року Варламов спільно з Максимом Кацом оголосив про запуск «Міських проєктів».
У квітні 2013-го Варламов заявив, що ні він, ні його дружина більше не мають стосунку до iCube.

### Варламов і Україна

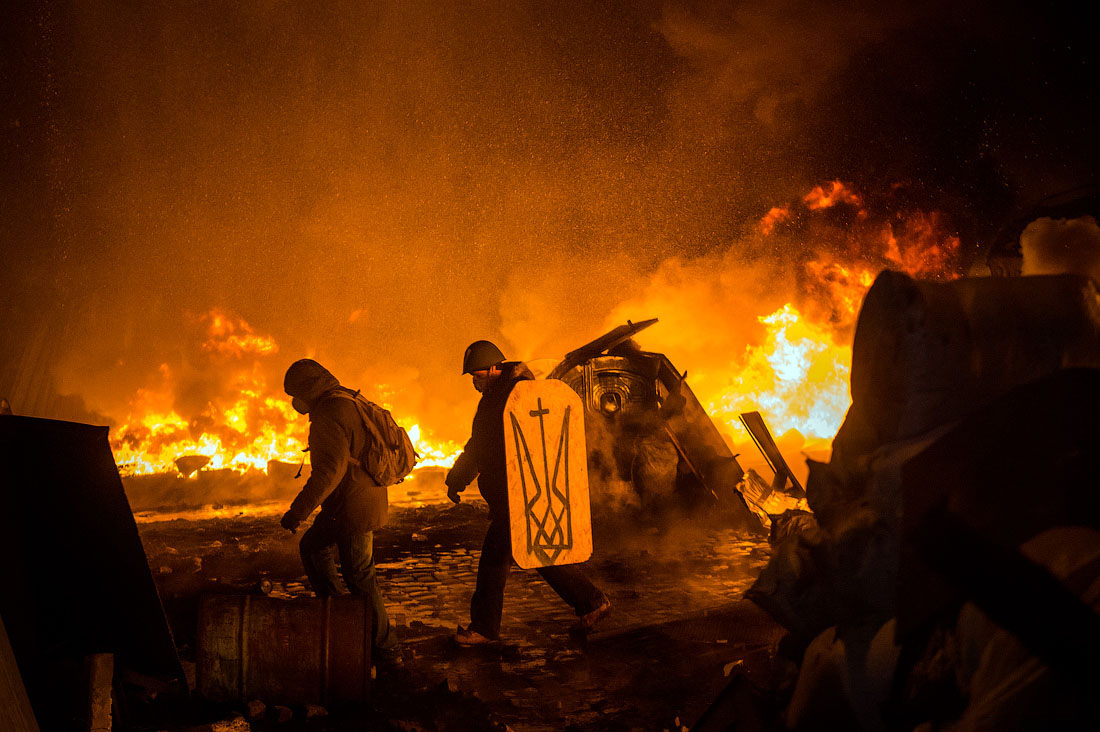
Світлина, зроблена Варламовим під час сутичок на Євромайдані

Під час Євромайдану у Києві на початку 2014 року Ілля Варламов активно висвітлював перебіг подій.
Після початку анексії Криму Росією написав матеріал «Хто захоплює Крим?», в якому розмістив фотографії озброєних людей без розпізнавальних знаків, які захопили Сімферополь. Після цього посту рух «Молода гвардія Єдиної Росії» звинуватив його в роботі на Євромайдан.
За порушення державного кордону України та в'їзд до анексованого Криму без перетину офіційного кордону Варламову було заборонено в'їзд до України строком на 5 років (відповідно до ч. 3 ст. 13 Закону України «Про правовий статус іноземців і осіб без громадянства»). 8 жовтня 2017-го він заявив, що незважаючи на це він зміг приїхати до Одеси. Сайт Миротворець написав тоді, що дозвіл на в'їзд Ілля отримав за згоду співпрацювати з СБУ, проте ці дані не відповідали дійсності. Як виявилось, Варламов не в'їжджав до України.
Варламов стверджує, що території терористичних угруповань ЛНР та ДНР не відвідував і викладені у нього в блозі чотири репортажі звідти робив не він.
2 листопада 2021 року Ілля Варламов випустив пропагандистський фільм про Україну у рамках циклу «30 років без СРСР» в стилі Дмитра Кисельова, що викликало обурення з боку українців. Фільм «Україна: хитрість Кучми, корупція Порошенка, реформи Зеленського» з'явився на Youtube-каналі блогера 2 листопада, і вже за кілька діб устиг набрати більше негативних реакцій, аніж схвалення.
Разом з тим з лютого 2022 року Ілля Варламов виступає проти російського вторгнення в Україну 2022 року. На своєму Youtube-каналі він засуджує російську владу, війну на сході України та проголошення Путіним «незалежності» т.зв «ДНР» та «ЛНР».
Ілля Варламов виїхав із Росії після початку повномасштабного російського вторгнення в Україну. 
У серпні 2025 року Міщанський суд Москви заочно засудив Варламова за статтями про «фейки» про російську армію за мотивом ненависті та ухилення від виконання обов'язків «іноземного агента». Справа проти Варламова була порушена через розміщене 23 листопада 2023 року на порталі Youtube відео, в якому він розповідав про обстріл житлових будинків та загибель мирних жителів у Кривому Розі та Одесі. За клопотанням російської прокуратури суд призначив йому вісім років ув'язнення та 99 мільйонів рублів штрафу.

### Блог

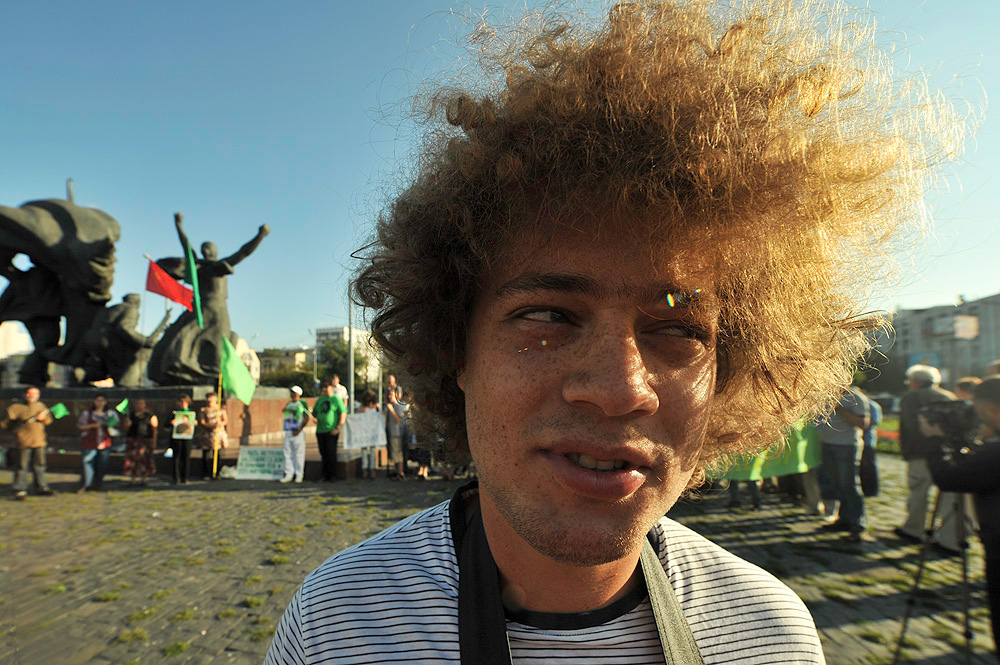
Ілля Варламов на мітингу 2011 року.

Як блогер-фотограф Ілля Варламов веде популярний блог varlamov.ru (раніше Zyalt), а також твіттер varlamov. Під час різних політичних акцій російської опозиції блог в ЖЖ часто стає джерелом інформації і ілюстрацій подій, що відбуваються. Зокрема, Варламов знімав фото і викладав їх собі в блог в режимі онлайн з подій на Манежній площі, біля Торгового центру «Європейський», з «Маршем незгодних», «Днем гніву» у 2010—2011 роках.
У березні 2011 року «Російська газета» повідомила, що інформація з блогу Варламова про те, що авіакомпанії підняли ціни на квитки в Токіо, викликала широке обговорення серед блогерів.
7 червня 2015 року Варламов оголосив про закриття блогу, що пізніше виявилося переїздом на домен varlamov.ru.
26 квітня 2017 року на Варламова було скоєно напад після прильоту до Ставрополя. В аеропорту зловмисники облили його зеленкою, обсипали борошном і завдали кількох ударів. Згодом напад повторився вже в місті, коли біла Lada Priora протаранила його машину.. Варламов зажадав порушити кримінальну справу за статтею 144 КК РФ (перешкоджання законній професійній діяльності журналіста) і звинуватив у причетності до нападів співробітників компанії «ЮгСтройИнвест», забудовника ЖК «Перспективний», а також депутата Ставропольської міськради Сергія Медведєва, заступника генерального директора зі зв'язків з громадськістю цієї компанії. 28 квітня пресслужба ставропольської поліції повідомила, що проводиться дослідча перевірка, а особи чотирьох учасників нападу вже встановлені.

## Нагороди, номінації
- 2009 — входив у число номінантів премії «Прорив» у номінації «Про Бізнес»[32]. Премію не отримав[33].
- У грудні 2011 став переможцем конкурсу «РОТОР» у номінації «Блогер року»[34].
- Конкурс «Срібна камера 2009—2010» — гран-прі в номінації «Події і повсякденне життя».
- У грудні 2010 — володар щорічної премії LiveJournal «Ринда Року» в номінації «Блогер року»[35].
- Переможець номінації «події / повсякденне життя» конкурсу «Найкращі фотографії Росії» 2009[36], 2011 рік[37].
- Конкурс «Рік без цензури»[38] — 3 місце[39] за фотографію з розгону мітингу опозиції на Пушкінській площі 6 березня 2012 року.
- Переможець номінації «люди» конкурсу «Кращі фотографії Росії» 2012[40].

## Родина
Одружений, виховує доньку Олену. 8 вересня 2017 року народився син.